# IMF Stand-By Arrangement
Le Stand-By Arrangement ou Accord de confirmation du Fonds monétaire international est une facilité de prêt créée en 1952, qui permet d'apporter une aide financière sous conditions à un pays qui en fait la demande, souvent pour sortir d'une crise économique. Le pays doit satisfaire à certains critères et doit notamment atteindre des objectifs, monétaires et budgétaires, fixés par le FMI, en mettant en place les réformes (libérales) conseillées par le FMI, qui ont pour objectif de rétablir dans le pays emprunteur une situation de stabilité financière et de viabilité économique. 

## Description
Le SBA a été mise en place en juin 1952 pour refinancer des États ne parvenant pas à contrôler le déficit de leur balance des paiements. Cet accord est le principal instrument de prêt utilisé par le FMI, principalement à destination des pays émergents à économie de marché. Les critères qui doivent être remplis par le pays demandeur et les réformes auxquelles il doit procéder permettent au pays membre comme au FMI de mesurer les progrès effectués. Les SBAs durent en général un à deux ans mais leur durée peut être étendue à trois ans si nécessaire, avec des remboursements sur une période de trois à cinq ans (mais un remboursement anticipé est possible lorsque la situation économique du pays emprunteur le permet.
Après une pause dans la distribution de tels prêts, la crise financière de 2008 a fait qu'un grand nombre de pays a eu besoin d'une telle aide financière de la part du FMI. En 2009, le FMI a modifié le SBA pour le rendre "plus flexible et plus adapté aux besoins des pays membres". Le plafond du prêt a été doublé, et plus de fonds ont été mis à disposition par le Fonds. Les conditions d'emprunt ont été rationalisées et simplifiées.